# موریس اسمیت
موریس اسمیت (انگلیسی: Maurice Smith؛ زادهٔ ۱۳ دسامبر ۱۹۶۱) ورزشکار هنرهای رزمی ترکیبی و بوکسور اهل ایالات متحده آمریکا است.